# CRV7

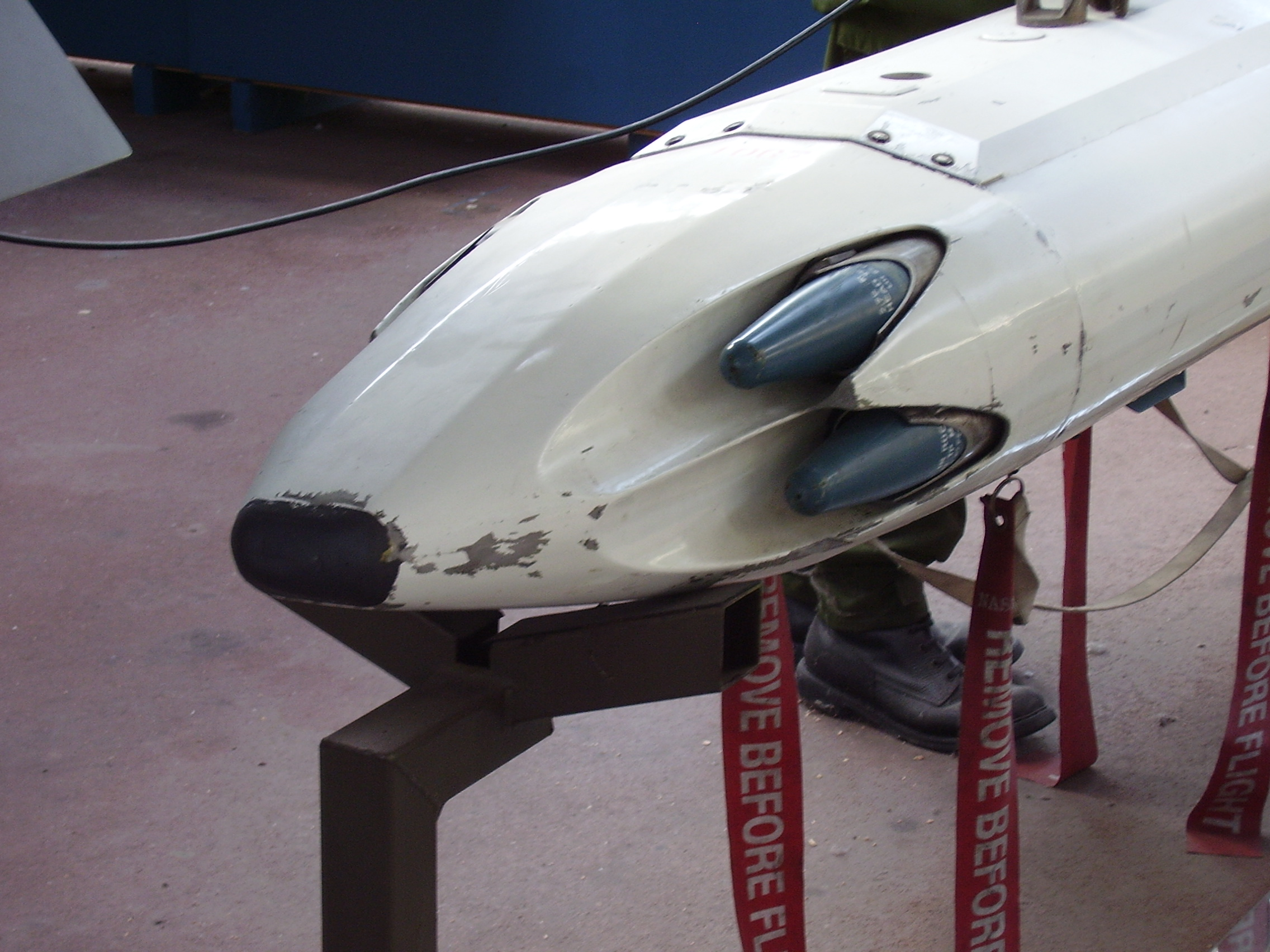

"캐나다 로켓 7호기"의 줄임말인 CRV7은 매니토바주 위니펙에 있는 브리스톨 에어로스페이스에서 생산하는 2.75인치(70mm) 접이식 지상 공격 로켓이다. 1970년대 초 표준 미국 2.75인치 공대공 로켓의 업그레이드 버전으로 도입되었다. 동급에서 가장 강력한 무기였으며, 표준 바르샤바 조약기구 격납고를 통과할 수 있을 만큼 충분한 에너지를 갖춘 최초의 무기였다. CRV7은 오늘날까지 가장 강력한 공대공 공격 로켓 중 하나로 남아 있으며 서서히 미국 외 지역의 서방 동맹군에 대한 사실상의 표준이 되었다. 2021년부터 저장된 83,303대의 캐나다 CRV7이 폐기될 예정이며, 2005년부터 2007년까지 운항이 중단되었다.  2024년 국방부는 러시아의 우크라이나 침공을 방어하기 위해 우크라이나에 로켓을 군사 지원으로 기부하는 방안을 고려하고 있다. 약 8,000개의 로켓이 기능하는 탄두를 보유하고 있으며 나머지는 부품이나 개조에 사용될 수 있다. 2024년 9월 캐나다 국방부 장관 빌 블레어는 캐나다가 향후 몇 달 동안 이미 선적된 2,100개 외에 80,840개의 로켓 모터와 1,300개의 탄두를 우크라이나에 보낼 것이라고 발표했다.
CRV7은 1950년대 후반 CARDE(현 DRDC Valcartier)에서 고성능 고체 연료 로켓에 대한 연구의 일환으로 진행되었으며, 탄도 미사일을 연구하는 일반 프로그램의 일환으로 수행되었다. 에어로젯의 지원을 받아 CARDE와 브리스톨은 새로운 연료 및 엔진 설계를 테스트하기 위한 "추진 테스트 차량"을 개발했다. 이 프로그램은 1960년에 처음 비행한 블랙 브랜트 사운딩 로켓의 개발로 이어졌으며, 그 이후로 길고 성공적인 경력을 쌓아왔다.  브리스톨 에어로스페이스의 엔지니어 호세 타라이일은 CRV7의 개발 및 생산을 이끈 원동력으로 꼽힌다.
1970년대 초, CARDE와 브리스톨은 캐나다항공 CF-104 스타파이터를 장착하기 위해 새로운 2.75인치 로켓에 동일한 추진제와 엔진 설계를 사용하기로 결정했다. 그 결과 생성된 RLU-5001/B(C-14) 엔진은 1973년 브리스톨에서 생산 형태로 처음 인도되었다. 총 임펄스는 2,320파운드(10.3kN·s), 연소 시간은 2.2초였다. 로켓의 빈 무게는 6.6kg이며, 일반적으로 미국 로켓에서 가져온 10파운드(4.5kg)의 고폭발 탄두가 장착되어 있다.
아파치 헬리콥터가 프레임 밖의 목표물을 향해 로켓 3발을 발사하는 사진.
2008년 아프가니스탄 육군 항공대의 영국 육군 오거스타웨스트랜드 아파치 AH.1 공격 헬리콥터가 순찰 중 반군을 향해 로켓을 발사하고 있다.
CRV7을 대체한 미국 Mk 40 FFAR 마이티 마우스 로켓과 비교했을 때, 더 높은 에너지 연료와 최신 동체 설계로 인해 더 길고 훨씬 평평한 궤도를 형성했으며, 충격에 두 배의 에너지를 공급했다. 최대 유효 거리는 4,000m가 넘으며 대부분의 단거리 대공 무기의 외피 너머에서 발사할 수 있다. 이에 비해 마이티 마우스 또는 하이드라 70은 훨씬 짧은 범위에서 발사해야 하므로 발사 항공기를 표적 주변에 배치된 지상 무기 범위 내에 배치할 수 있다.
유도되지 않은 로켓은 일반적으로 소총 탄환처럼 스핀이 안정화된다. 스핀은 로켓이 발사관을 떠나면 공중으로 튀어나오는 로켓 본체 뒤쪽의 작은 핀에 의해 전달된다. 핀은 여는 데 짧은 시간이 걸리고 로켓이 회전하기 시작하는 데 더 많은 시간이 걸린다. 이 기간 동안 로켓은 원래 목표 지점에서 크게 표류할 수 있다. CRV7은 로켓 배기관을 떠나기 전에도 로켓이 회전하기 시작하기 위해 로켓 배기에 투사되는 작은 베인을 추가하여 이 문제를 해결하여 정확도를 크게 높였다.